# Sunshine superman (single van Donovan)
Sunshine superman is een single van Donovan. Het is afkomstig van zijn gelijknamig album. Zowel single als album waren slachtoffer van een ruzie tussen de platenlabels Epic Records en Pye Records. In de Verenigde Staten en Nederland verschenen ze via Epic; in het Verenigd Koninkrijk een half jaar later via Pye. Het nummer, dat in december 1965/januari 1966 werd opgenomen in de Abbey Road Studios, liet Donovan in een psychedelische folkachtige stijl horen. Dat was waarschijnlijk te danken aan muziekproducent Mickie Most, met wie Donovan een drietal succesvolle jaren zou kennen. Sunshine superman is geschreven voor de toenmalige vriendin en toekomstige vrouw van Donovan Linda Lawrence (zie ook de volgende track op het album).
De tekst verwijst naar de stripfiguur Superman, maar ook naar Green Lantern. Onder de musici bevonden zich twee leden van het (toen) toekomstige Led Zeppelin: Jimmy Page (gitaar) en John Paul Jones (basgitaar).

## Hitnotering
De single stond 13 weken in de Amerikaanse Billboard Hot 100 en haalde daarin de eerste plaats. In Engeland haalde het de 2e plaats in elf weken notering. In Nederland stond het drie maanden genoteerd in de hitlijst van Muziek Expres. De single werd in Nederland door Radio Veronica gebruikt als muziek bij een reclamespot voor Muziek Expres gedurende oktober 1966, toen het plaatje in die lijst stond.

### Nederlandse Top 40
| Positie: | 32 | 14 | 6 | 6 | 5 | 6 | 10 | 13 | 21 | 25 | 38 | uit |

### NPO Radio 2 Top 2000
Sunshine Superman stond alleen in 2000 in de NPO Radio 2 Top 2000, op plek 1908.

## Covers
Van het lied is een dertigtal covers bekend. Artiesten uit alle genres hebben het lied een eigen “smoel” gegeven. Onder die artiesten bevinden zich Hüsker Dü en Alice Donut (beide punkbands, maar ook Rickie Lee Jones en Gabor Szabo.